# Phil Niekro
Philip Henry „Phil“ Niekro, Spitzname Knucksie, (* 1. April 1939 in Blaine, Ohio; † 26. Dezember 2020 in Flowery Branch, Georgia) war ein US-amerikanischer Baseballspieler in der Major League Baseball (MLB) auf der Position des Pitchers.

## Biografie
Phil Niekro ist mit 318 Siegen einer der erfolgreichsten Pitcher in der Geschichte der MLB, der hauptsächlich mit dem Knuckleball arbeitete. Seine Karriere begann er 1964 bei den Milwaukee Braves, denen er auch nach dem Umzug nach Atlanta bis ins Jahr 1994 treu blieb. Auch sein Feldspiel galt als exzellent, was seine fünf Gold Glove Awards belegen. Gemeinsam mit seinem Bruder, Joe Niekro, bildet er das Brüderpaar mit den meisten Siegen in der Major-League-Geschichte. 539 Siege stehen auf dem Konto der Niekro-Brüder.
Niekro war in Atlanta sehr populär, da er das Team, das viele schlechte Spielzeiten hatte, nicht verließ und auch im sozialen Bereich sehr viel tätig war. Am 5. August 1973 warf Niekro einen No-Hitter beim 9:0-Sieg gegen die San Diego Padres.
Als ihn die Braves 1984 entließen, unterzeichnete er im Alter von 45 Jahren einen Vertrag bei den New York Yankees. Dort konnte er am 6. Oktober 1985 seinen 300. Sieg als Pitcher in einem Spiel gegen die Toronto Blue Jays feiern. 1986 und 1987 warf er für die Cleveland Indians und die Blue Jays. Nachdem er in Toronto entlassen worden war, verpflichteten ihn die Atlanta Braves für ein letztes Spiel, damit er bei dem Team seine Karriere beenden konnte, wo er sie begonnen hatte.
Dass Niekro bis zu seinem 48. Lebensjahr auf dem Niveau der Major League werfen konnte, lag hauptsächlich am Knuckleball. Dieser spezielle Wurf schont den Wurfarm und ist für gegnerische Schlagmänner schwer zu lesen.
Nach seiner Karriere managte Niekro das Frauenbaseballteam der Colorado Silver Bullets. Im Jahr 1997 wurde er in die Baseball Hall of Fame gewählt.
Phil Niekro starb im Alter von 81 Jahren an einer langjährigen Krebserkrankung.